# Gare de Chagny
Gare de Chagny – stacja kolejowa w Chagny, w departamencie Saona i Loara, w regionie Burgundia-Franche-Comté, we Francji.
Jest stacją Société nationale des chemins de fer français (SNCF), obsługiwaną przez pociągi TER Bourgogne.